# Antheroporum harmandii
Antheroporum harmandii är en ärtväxtart som beskrevs av François Gagnepain. Antheroporum harmandii ingår i släktet Antheroporum och familjen ärtväxter. Inga underarter finns listade i Catalogue of Life.